# Franz Katzengruber

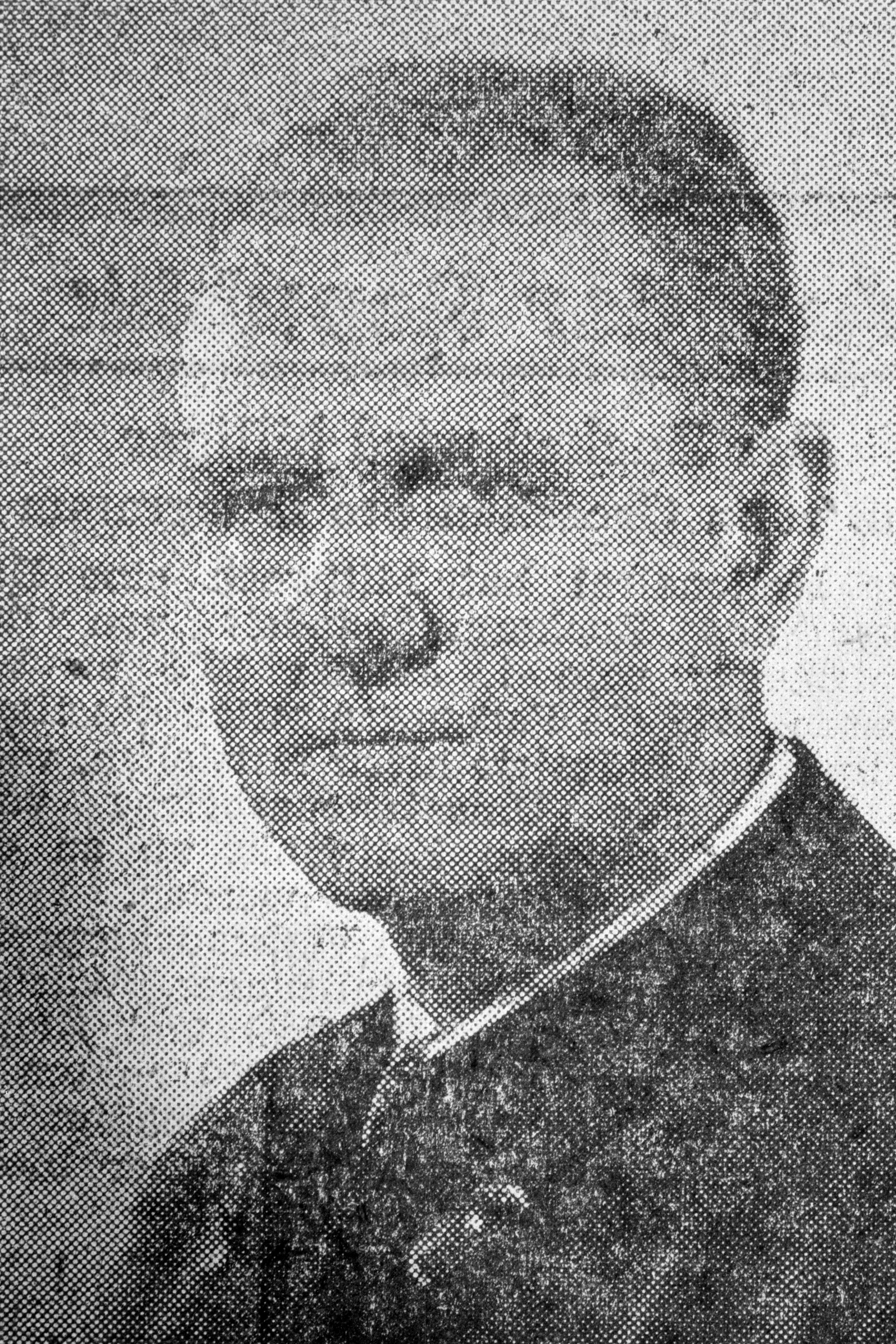
Franz Katzengruber

Franz Katzengruber (* 11. Dezember 1901 in Neumarkt an der Ybbs; † 9. Juni 1994 in Dornbirn) war ein österreichischer Politiker (SPÖ). Katzengruber war von 1945 bis 1953 Abgeordneter zum Vorarlberger Landtag, von 1953 bis 1966 für die SPÖ Abgeordneter zum österreichischen Nationalrat und von 1961 bis 1966 Obmann der SPÖ Vorarlberg.

## Leben und Wirken
Der gebürtige Niederösterreicher Franz Katzengruber erlernte zunächst den Beruf des Kraftfahrers, ehe er 1921 nach Vorarlberg kam und sich 1926 in Dornbirn niederließ. In Vorarlberg wurde Katzengruber bereits 1927 Landesobmann der Gewerkschaft der Lebens- und Genußmittelarbeiter, was er bis zum Jahr 1934 blieb. Während des Bürgerkriegsjahrs 1934 war Katzengruber in Dornbirn Leiter des SPÖ-nahen Republikanischen Schutzbundes. Nach dem Krieg wurde er zunächst Obmannstellvertreter der Landespartei und 1945 zum Vizebürgermeister der Stadt Dornbirn gewählt. Ebenfalls 1945, am 11. Dezember, wurde Katzengruber nach der ersten freien Landtagswahl als Abgeordneter des Vorarlberger Landtags angelobt. Dieses Mandat legte er am 25. Oktober 1953, nachdem er 1949 einmal wiedergewählt worden war, nieder. Ab dem 9. Juli 1953 vertrat Franz Katzengruber die SPÖ im Nationalrat, weshalb er 1955 seine Tätigkeit als Vizebürgermeister einstellte. Im Jahr 1961 wurde er zum Obmann der SPÖ Vorarlberg gewählt, wo er Josef Schoder nachfolgte. Aufgrund der Fußachaffäre 1964 sah er sich jedoch im Jahr 1966 bereits wieder zum Rücktritt gezwungen. Sein Nachfolger als Landesparteiobmann wurde Roman Heinz. Im selben Jahr am 30. März endete auch seine Funktionsperiode als Nationalratsabgeordneter.